# RCN Radio
RCN Radio é uma das principais redes de rádio da Colômbia. Fundada em 1949 com a integração da Radio Pacífico (Cáli), La Voz de Medellín e Emisora Nueva Granada (Bogotá).